# Parque Bicentenario de Quito
El parque Bicentenario es un espacio verde de carácter público en la ciudad de Quito D.M., capital de Ecuador. Está ubicado al norte de la urbe, en los mismos predios que pertenecieron al antiguo aeropuerto de la ciudad, flanqueado por las avenidas Amazonas al occidente, Galo Plaza y Real Audiencia al oriente, y del Maestro al norte.
Jurisdiccionalmente, el parque se ubica en las parroquias urbanas de La Concepción, Kennedy y Cotocollao, aunque la mayor parte se encuentra dentro de la primera. Con sus 125 hectáreas, constituye el área verde más grande dentro de la ciudad, superando al parque La Carolina que había mantenido ese récord hasta el 27 de abril de 2013, cuando el Bicentenario fue abierto al público por primera vez.

## Nombre
Después de varios años en que el proyecto se llamó Parque del Lago, fue redefinido oficialmente como Bicentenario por el Concejo Metropolitano mediante ordenanza C408, del 11 de julio de 2012. Este nombre responde a la conmemoración de los 200 años de uno de los capítulos más importantes de la historia de la ciudad y el país: el Primer Grito de Independencia.
La propuesta apuntó a la conservación de la memoria histórica de la Revolución de Quito y a la causa independentista nacional, considerando a la capital como gestora de este proceso, conectando esa memoria con obras símbolo. Es así que se propuso esta denominación de Parque Bicentenario al espacio que ocupó el viejo aeropuerto, y ubicar en él espacios simbólicos y representativos que aludan al proceso de independencia del Ecuador, con particular énfasis en la revolución gestada en la ciudad de Quito.

## Historia

### Antecedentes

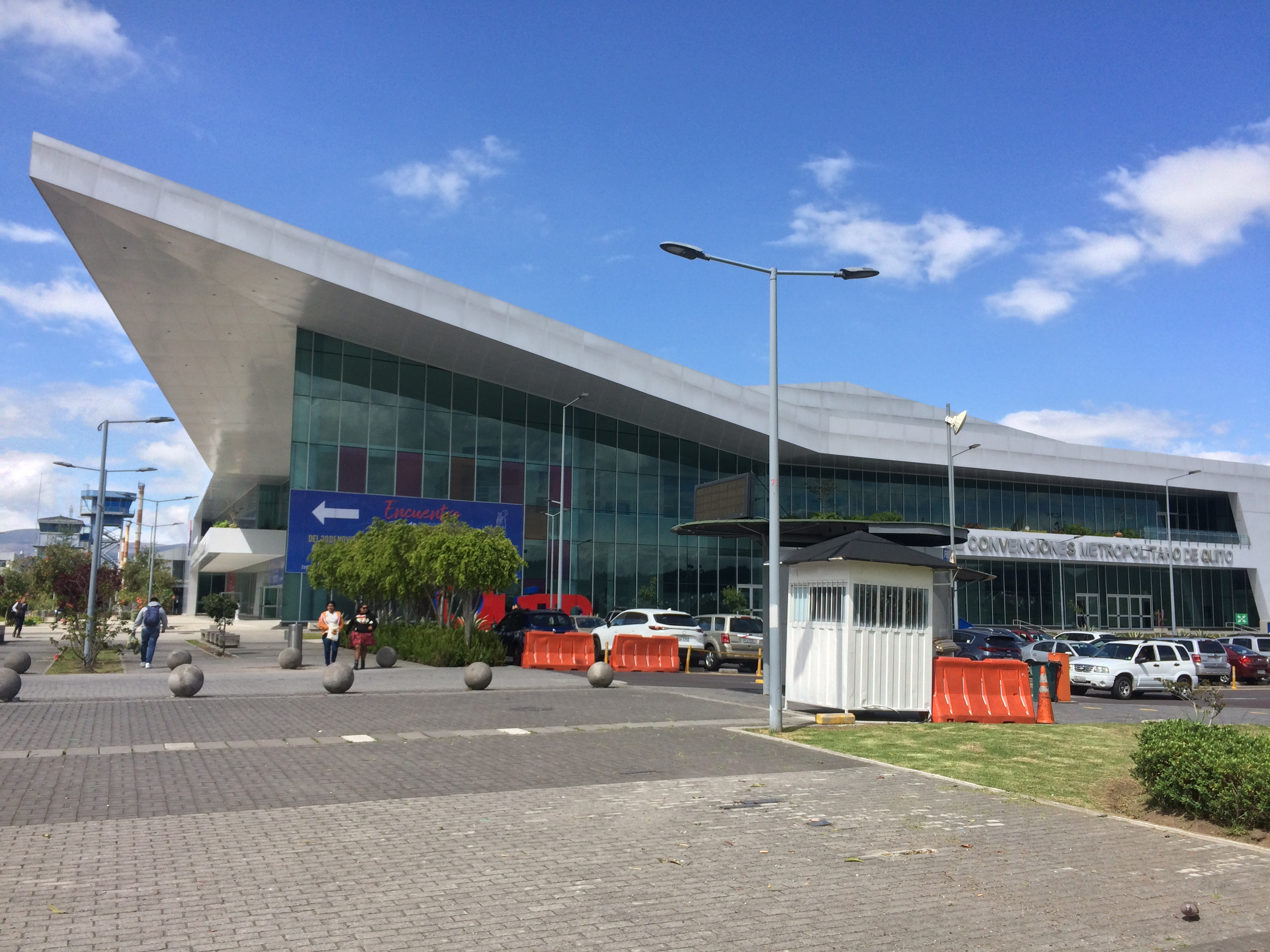
Centro de convenciones metropolitano de Quito (CCMQ), Parque Bicentenario.

El 17 de enero de 2013, el Concejo Metropolitano expidió la ordenanza 0352, mediante la que se definía el uso y ocupación del suelo del futuro Parque Bicentenario y sus alrededores. El plan incluía normas complementarias de urbanismo y paisajismo (mobiliario urbano, equipamiento de servicios como el Centro de Convenciones, vegetación) dentro del parque, sistemas colectivos de soporte (vías transversales, estacionamientos, áreas verdes exteriores, redes y servicios públicos), estrategias de gestión urbanística y de suelo, reestructuración de los lotes aledaños para construcciones de altura, entre otras.
El 30 de enero de 2013, el alcalde Augusto Barrera anunció que las instalaciones de la Base Aérea N.º 1 (6 has) no formarían parte del parque, ya que se mantendrían como oficinas administrativas y el helipuerto de la Presidencia de la República.
Desde marzo del 2013, pocas semanas antes de su inauguración, se colocaron ocho estaciones con juegos infantiles y equipos de gimnasia pública en las cabeceras norte y sur; convirtiéndose en los primeros mobiliarios urbanos de esta nueva área recreativa. También se plantaron 2.800 árboles endémicos de la zona, se construyó un espejo de agua en el lado oriental, se trazaron canchas temporales en la antigua pista de aterrizaje, y se dispusieron senderos para la práctica del ciclismo, patinaje o caminatas. Esta fue considerada la primera etapa de consolidación del parque

### Inauguración
El parque fue inaugurado la mañana del sábado 27 de abril de 2013, con la apertura de las puertas que se encontraban en los tres accesos al área verde, realizada a las 08:09 de la mañana. Los asistentes, calculados en alrededor de 10.000 solo en las primeras horas, disfrutaron de ferias en las que pudieron conocer de cerca la labor de las diferentes empresas municipales, exposiciones de fotografía sobre la historia y cierre del antiguo aeropuerto, competencias de ciclismo, circo social y gimnasia al aire libre.
La jornada de apertura inició con una caravana de deportistas liderados por el entonces alcalde de la ciudad, Augusto Barrera, que ingresó al parque luego de haber recorrido las calles de la ciudad desde la emblemática Cruz del Papa en el parque La Carolina; tomándose de manera simbólica una nueva área de recreación para la ciudadanía. A las 16:30 se llevó a cabo un concierto de apertura, en el que participaron los Hermanos Núñez, la banda Papá Changó y Juan Fernando Velasco.
Durante los dos primeros días, el parque recibió 299.544 personas, superando ampliamente las visitas que se registraban hasta entonces en otras importantes áreas verdes de la ciudad como La Carolina o el Metropolitano Gungüiltagua.

### Etapas futuras
Según Samuel Robalino, el primer gerente del proyecto, el 89% del área del parque será verde y se convertirá en un pulmón para la ciudad, retirando paulatinamente el concreto desde los extremos hacia el centro, consolidando todo el parque para el año 2030. Además de crear bosques, se conformarán humedales que alberguen variadas especies de fauna y flora silvestre. En el parque se establecerán viveros temporales, arborización permanente, jardines ornamentales, caminerías, canchas, pista atlética, juegos infantiles, grafismo temporal, accesos y estacionamientos.
En lo que respecta a las vías de acceso mediante tránsito rodado, se prolongarán las avenidas Amazonas y Real Audiencia, de manera que consoliden la vía perimetral del parque. Se priorizará la conexión transversal de la ciudad (este-oeste) extendiendo las avenidas Isaac Albéniz (inaugurada en diciembre de 2014), Florida, Fernández Salvador y la habilitación total de la Luis Tufiño.
El Parque Bicentenario constituye uno de los proyectos estratégicos para el cambio de la estructura urbana de la ciudad de Quito, convirtiéndola en una urbe compacta y poli-céntrica, física y socialmente diversa, funcional y ambientalmente sustentable. Lo que permite, además, fortalecer el Sistema Distrital de Centralidades con equipamientos y servicios de recreación, deporte, cultura y convivencia ciudadana, así como completar la Red Distrital de Espacios Públicos y Áreas Verdes y conectividad, con alto impacto en la calidad de vida de la comunidad, el paisaje y los ecosistemas urbanos.

## Vegetación
Hasta finales del 2013 el Parque Bicentenario contaba con varias especies de árboles endémicos de la zona del valle de Iñaquito, entre ellas el arrayan de Quito y el cholán, y otras extranjeras como el aliso, acacia negra, calístemo blanco, cedro, nogal, pumamaqui y yalomán. A inicios del 2014 se incluyeron nuevas especies en la franja central de la antigua pista: arupo, arupo blanco, eugenia, guabo, coco cumbi, palma fénix, ceiba tropical, jacarandá y níspero.

## Infraestructura
Por el momento el parque cuenta con infraestructura mayormente provisional, mientras se levantan las planificadas y definitivas.

### Esculturas
| Imagen | Obra                        | Autor                       | Ubicación                | Fabricación | Colocación |
|        | Las Tahitianas              | Marcia Vásconez Roldán      | ingreso Amazonas         | 1991        | 2014       |
|        | Cruz del papa Francisco     | Mario Áreas                 | lado oriental del parque | 2015        | 2015       |
|        | Helicóptero de DaVinci      | Taller de Arte Público MDMQ | Bulevar Amazonas         | 2017        | 2017       |
|        | Máquina voladora de DaVinci | Taller de Arte Público MDMQ | Bulevar Amazonas         | 2017        | 2017       |

### Bulevar Amazonas

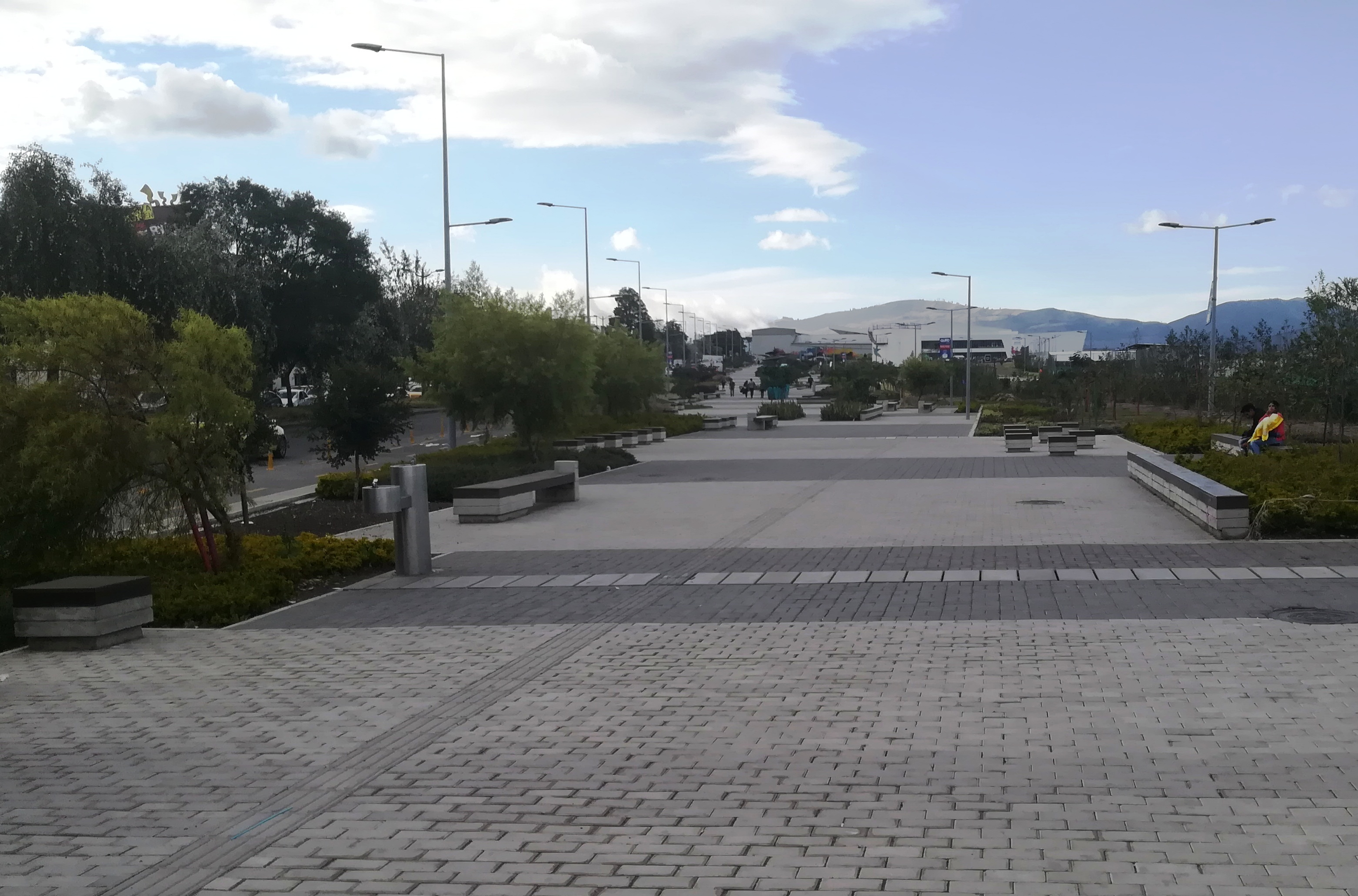
Bulevar Amazonas (2018).

Su construcción estuvo a cargo de la Empresa Pública Metropolitana de Movilidad y Obras Pública (EPMMOP), e inició el lunes 13 de julio de 2015 con el derrocamiento del hangar que la empresa TAME aún mantenía semidesmantelado en el lugar. El 18 de diciembre de 2015, en sesión ordinaria, el Consejo Metropolitano aprobó por unanimidad la expropiación del predio que había pertenecido a la empresa TAO (Transportes Aéreos Orientales) por 833.329 dólares, y que aún se encontraba en mitad del trazado del proyecto.

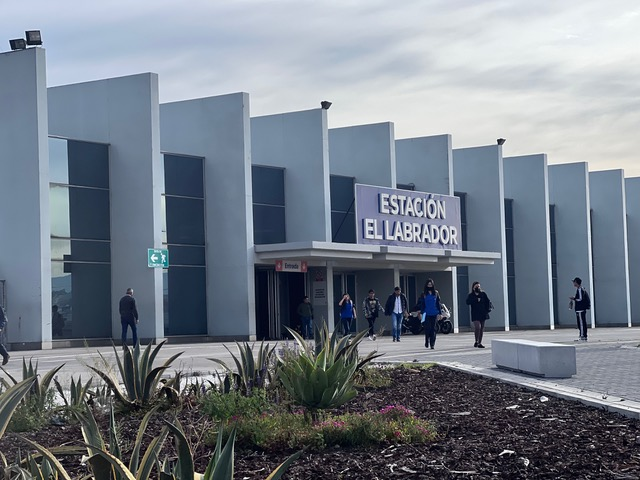
Estación multimodal El Labrador, conecta los servicios del trolebús, ecovía y metro de la ciudad.

Inaugurado con la presencia del alcalde Mauricio Rodas el 31 de octubre de 2017, el bulevar conecta la Estación multimodal El Labrador con el Centro de Convenciones Bicentenario, extendiéndose por casi 1km a lo largo del extremo occidental de la cabecera sur del parque, límite con la avenida Amazonas de la que recibe el nombre. Con un costo aproximado de 2,89 millones de dólares, posee 15000 metros cuadrados de áreas verdes, espacios de crossfit, streetball, ciclovías, juegos infantiles, fuentes ornamentales, y dos esculturas inspiradas en diseños renacentistas de máquinas voladoras de Leonardo da Vinci, que recuerdan el antiguo uso del parque como aeropuerto.

### Horario de apertura
El horario en el que el parque Bicentenario abre sus puertas al público, varia según las entradas con las que este cuenta:
- Antigua terminal aérea, Av. Río Amazonas. 06:00 - 18:00
- Rafael Ramos: 05:00 - 19:00
- Parque Bicentenario: 06:00 - 18:30

### Estacionamientos
El parque Bicentenario cuenta con 1163 espacios de estacionamiento divididos en tres parqueaderos, denominados A, B y C:
- Estacionamiento A - 336 plazas
- Estacionamiento B - 420 plazas
- Estacionamiento C - 407 plazas

## Eventos
El parque ha sido sede varios eventos masivos:
| Evento                                  | Fecha                                      |
| Concierto de Metallica                  | 18 de marzo de 2014                        |
| The Amazing Race Ecuador                | 27 de octubre de 2014                      |
| I Festival Quitonía                     | 3 de diciembre de 2014                     |
| Misa campal del papa Francisco          | 7 de julio de 2015                         |
| Corteo (Cirque Du Soleil)               | 18 de noviembre al 13 de diciembre de 2015 |
| Concierto Ecuador Aquí Estoy            | 15 de mayo de 2016                         |
| Concierto de Metallica                  | 29 de octubre de 2016                      |
| Amaluna (Cirque Du Soleil)              | 6 al 30 de septiembre de 2018              |
| The Metal Fest 2023                     | 21 de abril de 2023                        |
| The Metal Fest 2024                     | 18 y 19 de abril de 2024                   |
| LIII Congreso Eucarístico Internacional | 8-15 de septiembre del 2024                |